# Psałterz Królowej Marii
Psałterz Królowej Marii – bogato iluminowany łaciński psałterz, znajdujący się w zbiorach Biblioteki Brytyjskiej (sygnatura Royal MS. 2. B. VII).
Księga ma wymiary 277×175 mm i liczy 319 kart. Została wykonana na początku XIV wieku (orientacyjnie między 1310 a 1320 rokiem) przez anonimowego artystę, którego styl zdradza wpływ malarstwa francuskiego z kręgu Jeana Pucelle’a. Właściwy tekst psałterza poprzedza cykl 223 miniatur, przedstawiających sceny starotestamentowe z opisami w anglo-normańskiej odmianie języka starofrancuskiego, wizerunek Drzewa Jessego oraz kalendarz ozdobiony symbolami znaków zodiaku. Sam psałterz zdobi 87 całostronicowych miniatur ze scenami z życia Chrystusa, 13 miniatur przedstawiających świętych oraz liczne inicjały i ilustracje na marginesach, przedstawiające zwierzęta, groteskowe postaci oraz scenki z życia duchownych i świeckich.
Psałterz został wykonany przypuszczalnie dla Izabeli Francuskiej, żony króla angielskiego Edwarda II. W połowie XVI wieku księga stanowiła własność Henry’ego Mannersa, earla Rutland. W 1553 roku Manners jako protestant został aresztowany z rozkazu królowej Marii Tudor, księga zaś trafiła w posiadanie władczyni, której zawdzięcza swoją nazwę. Po śmierci Marii psałterz stanowił własność królów angielskich. W 1757 roku Jerzy III podarował ją Muzeum Brytyjskiemu. Obecna oprawa księgi pochodzi z XVII wieku, zachowały się jednak umieszczone w niej dodane do oryginalnej oprawy za czasów królowej Marii metalowe elementy w postaci ornamentu owocem granatu oraz symbolami dynastii Tudorów. 